# Mare de Déu del Carme de Cortvassill
La Mare de Déu del Carme de Cortvassill és una capella del poble de Cortvassill, pertanyent al terme comunal de Porta, de la comarca de l'Alta Cerdanya, a la Catalunya del Nord.
L'església és a peu de carretera, a l'extrem septentrional del poble de Cortvassill, lleugerament separada del poble (365 metres per la carretera). És a la partida del Cap de l'Home.
Es tracta d'una capella petita, de planta rectangular, sense absis destacat exteriorment.